# Nesma Airlines
Nesma Airlines (arabisch نسما للطيران, DMG nismā li-ṭ-ṭayarān) ist eine ägyptische Fluggesellschaft mit Sitz in Kairo und Basis auf dem Flughafen Kairo-International.

## Geschichte
Nesma Airlines ist ein Joint Venture unter Beteiligung der arabischen Holding Nesma group. Der erste kommerzielle Flug fand am 18. Juli 2010 von Hurghada nach Ljubljana statt.

## Flugziele
Nesma Airlines bedient Ziele im Mittleren Osten sowie europäische Ziele in der Slowakei sowie in Spanien, Polen, Frankreich, Deutschland, Österreich und im Vereinigten Königreich.

## Flotte
Mit Stand Oktober 2024 besteht die Flotte der Nesma Airlines aus drei eigenen Flugzeugen mit einem Durchschnittsalter von 13,8 Jahren:
| Flugzeugtyp     | aktiv | bestellt | Anmerkungen | Sitzplätze |
| --------------- | ----- | -------- | ----------- | ---------- |
| Airbus A320-200 | 3     |          |             | 180        |
| Gesamt          | 3     | –        |             |            |

## Ehemalige Flugzeugtypen
- Airbus A319-100